# Quando il ramo si spezza 2
Quando il ramo si spezza 2 (Perfect Prey) è un film del 1998 diretto da Howard McCain.
Si tratta del seguito del film Quando il ramo si spezza (When the Bough Breaks) del 1993, nel quale i personaggi di Audrey Macleah e del Capitano Swaggert erano interpretati da Ally Walker e Martin Sheen.